# Luke Evans (homme politique)
Pour les articles homonymes, voir Luke Evans (homonymie).
Luke Morgan Evans (né le 10 janvier 1983) est un homme politique du Parti conservateur britannique qui est député pour Bosworth dans Leicestershire de 2019 à 2024 puis de Hinckley and Bosworth.

## Jeunesse et carrière médicale
Le père d'Evans est médecin généraliste et sa mère est infirmière. Il obtient son diplôme de médecin de la faculté de médecine de l'Université de Birmingham en 2007 et se spécialise en tant que médecin généraliste en 2013.

## Carrière politique
Evans se présente comme candidat conservateur à Birmingham Edgbaston aux élections générales de 2015 et arrive deuxième derrière la députée travailliste sortante, Gisela Stuart, qui représente la circonscription depuis 1997. Il soutient la sortie du Royaume-Uni de l'UE lors du Référendum sur l'appartenance du Royaume-Uni à l'Union européenne en 2016.
En septembre 2019, Evans bat le président de la circonscription et conseiller local Peter Bedford lors d'un scrutin secret d'environ 100 membres de l'Association conservatrice pour être sélectionné comme candidat pour le siège de Bosworth. Il est élu aux élections générales de 2019, succédant au député conservateur partant à la retraite, David Tredinnick. Evans est membre du comité spécial de la santé et des services sociaux depuis mars 2020.

## Vie privée
Evans épouse Charlotte March en mai 2019 ; elle est également médecin généraliste.